# Heorhiy Sudakov
Heorhiy Sudakov (en ucraniano: Георгій Вікторович Судаков; Brianka, 1 de septiembre de 2002) es un futbolista ucraniano que juega en la demarcación de centrocampista para el F. C. Shakhtar Donetsk de la Liga Premier de Ucrania.

## Selección nacional
Tras jugar con la selección de fútbol sub-17 de Ucrania y la sub-21, finalmente hizo su debut con la selección absoluta el 23 de mayo de 2021 en un encuentro amistoso contra Baréin que finalizó con un resultado de empate a uno tras el gol de Viktor Tsyhankov para Ucrania, y de Sayed Saeed para Baréin.

### Participaciones en Eurocopas
| Copa          | Sede     | Resultado    | Partidos | Goles |
| ------------- | -------- | ------------ | -------- | ----- |
| Eurocopa 2024 | Alemania | Primera fase | 3        | 0     |

## Clubes
| Club                   | País    | Año   | Partidos | Goles |
| ---------------------- | ------- | ----- | -------- | ----- |
| F. C. Shakhtar Donetsk | Ucrania | 2020- | 138      | 35    |

## Palmarés

### Títulos nacionales
| Título                  | Club                   | País    | Año  |
| ----------------------- | ---------------------- | ------- | ---- |
| Supercopa de Ucrania    | F. C. Shakhtar Donetsk | Ucrania | 2021 |
| Liga Premier de Ucrania | F. C. Shakhtar Donetsk | Ucrania | 2023 |
| Liga Premier de Ucrania | F. C. Shakhtar Donetsk | Ucrania | 2024 |
| Copa de Ucrania         | F. C. Shakhtar Donetsk | Ucrania | 2024 |
| Copa de Ucrania         | F. C. Shakhtar Donetsk | Ucrania | 2025 |